# Fresno de Torote
Fresno de Torote é um município da Espanha na província e comunidade autónoma de Madrid, de área 31,31 km² com população de 1324 habitantes (2004) e densidade populacional de 42,29 hab/km².

## Demografia
| Variação demográfica do município entre 1991 e 2004 | Variação demográfica do município entre 1991 e 2004 | Variação demográfica do município entre 1991 e 2004 | Variação demográfica do município entre 1991 e 2004 |
| --------------------------------------------------- | --------------------------------------------------- | --------------------------------------------------- | --------------------------------------------------- |
| 1991                                                | 1996                                                | 2001                                                | 2004                                                |
| 227                                                 | 499                                                 | 745                                                 | 1324                                                |